# ميرا زور-أرماندا
ميرا زور-أرماندا (بالإنجليزية: Mira Zore-Armanda) (6 يناير/كانون الثاني 1930 –8 أبريل/نيسان 2012) عالمة محيطات كرواتية، وعالمة بارزة في معهد علوم المحيطات وصيد السمك في سبليت، حيث ركزت أبحاثها في البحر الأدرياتيكي. نشرت حوالي 150 ورقة بحثية قبل تقاعدها في عام 1989.

## حياتها المبكرة
وُلِدَت ميرا زور في العاصمة زغرب، وهي ابنة ميرو زور وماريا نابيرڠوج. دَرَسَتْ علم فيزياء الأرض (الجيوفيزياء) في المرحلة الجامعية الأولى في جامعة زغرب تحت إشراف الدكتور جوزيف غولدبرغ، وتخرجت في عام 1952 وكانت أطروحتها بعنوان «تذبذب الخلجان مع تطبيق لخليج كاستيلا». وسافرت إلى الهند لتدرس بها عام 1956، قدّمت رسالة الدكتوراه عن التيارات في البحر الأدرياتيكي في جامعة باريس عام 1963 تحت إشراف الدكتور هنري لاكومب.

## حياتها المهنية
بدأت ميرا العمل في معهد علوم المحيطات وصيد السمك في سبليت عام 1952، وبقيت هناك طوال حياتها المهنية. واجهت في وقت مبكر من حياتها المهنية بعض الصعوبة في الحصول على إذن إجراء الأبحاث على متن سفينة (للقيام بالعمل الميداني وجمع البيانات) لأنّها كانت أنثى. ركّزت معظم أبحاثها على حركة المياه في البحر الأدرياتيكي وكانت أوّل من حددت التيارات المائية فيه عام 1956 واستكشاف التقلّبات الدائمة في تبادل المياه بين البحر الأدرياتيكي والبحر الأبيض المتوسط عام 1969، وفي وقتٍ لاحق أجرت أبحاثها في سواحل بحر إستريا. كما تعاونت أحيانًا مع علماء الأحياء البحرية في دراسة تكاثر الأسماك، ومع علماء الكيمياء في مسائل الملوحة. نشرت حوالي 150 ورقة بحثية قبل تقاعدها في عام 1989. واستُشهِدَ ببعض أعمالها في الدوريات الدولية لأكثر من نصف قرن بعد نشرها.
درست زور أرماندا في جامعة زغرب من عام 1976 حتى عام 1978، وكانت مديرة معهد علوم المحيطات وصيد السمك. وعُيّنَت نائبة رئيس لجنة علوم المحيطات الفيزيائية التابعة للاتحاد الدولي للطبيعة الأرضية ومقاييس الأرض. وشاركت ايضًا في تأليف نص استهلالي عن علم المحيطات والأرصاد الجوية البحرية، وعملت كرئيسة تحرير المجلة الأكاديمية أكتا أدرياتكا Acta Adriatica.

## حياتها الشخصية
تزوجت ميرا زور من الكيميائي إيغور أرماندا عام 1959. [6]وبعد وفاة زوجها انتقلت إلى أوباتيا لتعيش مع أختها وعائلتها. توفيت عام 2012، عن عمر يناهز 82 عامًا.